# سیارک ۴۳۷۰
سیارک ۴۳۷۰ (به انگلیسی: 4370 Dickens، نامگذاری:1982SL) چهار هزار و سیصد و هفتادمین سیارک کشف شده‌است که در ۲۲ سپتامبر ۱۹۸۲ کشف شد.
قدر مطلق سیارک برابر ۱۴٫۵۰ است.